# 当阿颂·猜滴
当阿颂·猜滴（Duangaksorn Chaidee，1997年8月11日—），泰国女子举重运动员，2014年夏季青年奥运会女子63公斤以上级金牌得主、2021年世界举重锦标赛女子87公斤以上级银牌得主、2022年世界举重锦标赛女子87公斤以上级铜牌得主。